# Pool

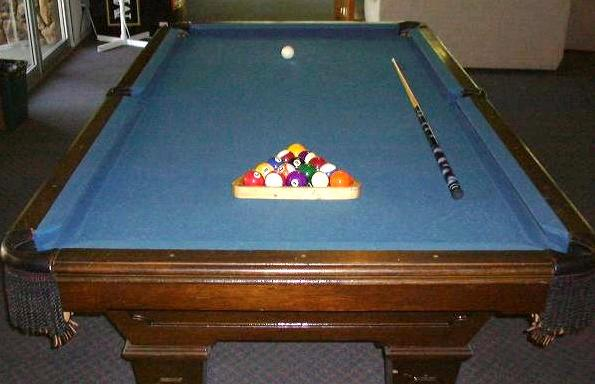
Poolový stůl připravený ke hře

Pool je kulečníková hra, která se hraje na kulečníkovém stole se šesti dírami. Hra vznikla v USA kolem roku 1889 kombinací dvou anglických her: Anglického billiardu (bílá, žlutá a červená koule s dírami) a Pyramidového poolu (12-24 červených koulí s dírami). Soutěže ve světě řídí WPA (World Pool-Billiard Association), kontinenty i státy mají své řídící orgány.

## Herní pomůcky
- Kulečníkový stůl má 4,5 stop (1,37 m) na 9 stop (2,74 m). Je opatřen šesti kapsami. Nezávodní velikosti mají 3,5 stop (1,07 m) na 7 stop (2,13 m).
- Hraje se s bílou hrací koulí a 9 až 15 barevnými koulemi (dle druhu hry) o velikosti 57 mm (2,25 palce).
- Tágo bývá obdobné jako pro jiné kulečníkové hry. Průměr špice cca 11 až 14 mm, půlené s kovovým závitem.

## Řízení soutěží
Kulečníkové soutěže v Česku řídí Českomoravský billiardový svaz, který vytvořil pro pool Sekci poolbilliard.
Hráči se řídí Soutěžním řádem ČMBS – sekce pool. Hraje se v různých věkových kategoriích, nejlepší hráči jsou zařazeni do reprezentačních týmů pro mezistátní utkání.
Kategorie:
- Junioři
- Kadeti
- Muži
- Ženy
- Senioři

## Soutěže ČMBS v poolu
Soutěže jednotlivců pro rok 2016 byly vypsány v těchto druzích her
- Osmička – mezinárodní názvy 8ball, též Eight-ball
- Devítka – mezinárodní názvy 9ball, též Nine-ball
- Desítka – mezinárodní názvy 10ball, též Ten-Ball
- Nekonečná 14.1 - mezinárodní názvy 14.1-Continuos, též Straight-Pool

Regionální soutěže
- Jihočeský region
- Moravský region
- Středočeský region
- Východočeský region
- Západočeský region